# Daniel Kubeš
Daniel Kubeš, né le 7 février 1978 à Prague en Tchécoslovaquie, est un ancien handballeur tchèque évoluant au poste de pivot. Reconverti entraîneur, il a notamment été sélectionneur adjoint de l'équipe nationale tchèque de 2014 à 2021 aux côtés de Jan Filip.

## Palmarès

### En club
Compétitions internationales
- Vainqueur de la Ligue des champions (C1) en 2012
- Vainqueur de la Coupe de l'EHF (C3) en 2008 et 2010
- Vainqueur de la Coupe du monde des clubs en 2011

Compétitions nationales
- Vainqueur de la Coupe de République tchèque en 1999
- Vainqueur du Championnat de Suède en 2002
- Vainqueur du Championnat d'Allemagne en 2012
- Vainqueur de la Coupe d'Allemagne en 2011 et 2012
- Vainqueur de la Supercoupe d'Allemagne en 2011

### En équipe nationale
- 8e place au Championnat d'Europe 2010